# Highlands-Baywood Park
Highlands-Baywood Park es un lugar designado por el censo (CDP) en el condado de San Mateo, California, Estados Unidos. La población era 4.210 en el censo 2000.

## Geografía
Highlands-Baywood Park está situado en 37°31 el ″ N, 122°20 ″ W (37.524893, -122.343299). Según la Oficina del Censo de los Estados Unidos, el CDP tiene un área total de 4.7 kilómetros cuadrados (1.8 millas cuadradas).

## Demografía
A la fecha del censo del 2000, había 4.210 personas, 1.536 casas, y 1.216 familias que residían en el CDP. La densidad demográfica era de 903.1/km (2,340.1/mi²). Había 1.548 unidades unifamiliares en una densidad media del 332.0/km² (860.4/mi²). La división racial del CDP era del 68.55% blancos, 1.63% afroamericanos, 0.58% americanos nativos, 18.26% asiáticos, 0.44% isleños del Pacífico, 3.23% de otras razas, y el 5.92% a partir de dos o más razas. Hispanos o Latinos de cualquier raza eran el 7.94% de la población.